# Fussy
Fussy är en kommun i departementet Cher i regionen Centre-Val de Loire i de centrala delarna av Frankrike. Kommunen ligger  i kantonen Saint-Martin-d'Auxigny som tillhör arrondissementet Bourges. År 2022 hade Fussy 1 914 invånare.

## Befolkningsutveckling
Antalet invånare i kommunen Fussy
Referens:INSEE